# Philipp Boy
Philipp Boy (Blumenhagen, 23 juli 1987) is een Duitse turner bij de club SC Cottbus.
In 2007 en 2010 maakte hij deel uit van Duitse team dat de bronzen medaille behaalde in het wereldkampioenschap. Hij won twee keer op rij (2010 en 2011) de zilveren medaille in de allroundcompetitie. In 2011 werd hij de Europese All-Aroundkampioen. In het wereldkampioenschap van 2011 behaalde hij zilver, vooral te danken aan zijn uitstekende rekstokoefening. Hiervoor kreeg hij een score van 16.066, de hoogste behaalde score op de rekstok.
In 2012 maakte hij deel uit van het Duitse team in de Olympische Spelen in Londen. Door een val op het eerste toestel kon hij zich niet plaatsen voor de All-Aroundfinale. Met het Duitse team behaalde hij de 7de plaats.
Boy is beroepsmilitair.

## Wereldkampioenschappen
| Zilver | WK 2010 Rotterdam | All-Around |
| Zilver | WK 2011 Tokyo     | All-Around |
| Brons  | WK 2007 Stuttgart | Team       |
| Brons  | WK 2010 Rotterdam | Team       |

## Europese kampioenschappen
| Goud   | 2010 Birmingham | Team       |
| Goud   | 2011 Berlijn    | All-Around |
| Zilver | 2008 Lausanne   | Team       |
| Zilver | 2011 Berlin     | High Bar   |
| Brons  | 2010 Birmingham | High Bar   |